# Alfred Koch
Alfred Reinholdovič Koch (rusky Альфред Рейнгольдович Кох, nar. 28 února 1961 Syrjanovsk, Kazašská SSR) je rusko-německý ekonom, politik, spisovatel a podnikatel. Alfred Koch působil jako místopředseda vlády za prezidenta Jelcina a jako spojenec ekonomických reformátorů kolem Anatolije Čubajse byl jedním z hlavních architektů privatizace v Rusku.

## Život
Alfred Koch se narodil otci německého původu a ruské matce v Kazašské SSR. Jeho otec Reinhold Koch pocházel z bývalé vesnice německých kolonistů Michaelsfeld, nyní Džiginka, na Kavkaze. Koch začal studovat na univerzitě v Toljatti v roce 1978 a studia ukončil v roce 1983 na Leningradském finančním a ekonomickém institutu v oboru ekonomická kybernetika. V roce 1987 získal doktorát z ekonomické kybernetiky, přičemž jeho práci kladně ohodnotil Anatolij Čubajs. Pak se stal výzkumným pracovníkem Leningradského výzkumného ústavu Prometeus. V letech 1988 až 1990 přednášel radioelektroniku na Leningradském polytechnickém institutu na Fakultě ekonomiky a managementu.
V roce 1990 byl Koch zvolen starostou petrohradské čtvrti Sestroreck.
Od roku 1991 zastával vedoucí pozice v privatizačních úřadech, poté se stal v roce 1993 místopředsedou a nakonec dne 12. září 1996 předsedou Státního výboru pro privatizaci Ruské federace. Dne 17. března 1997 se také stal jedním z místopředsedů vlády Viktora Černomyrdina. Během tohoto období obdržel Koch honorář 100 000 dolarů za ještě nenapsanou knihu o historii privatizace v Rusku. Poté, co byl veřejně obviněn, že šlo o skrytý úplatek Kochovi a jeho spoluautorům (včetně Anatolije Čubajse), Koch 13. srpna 1997 rezignoval na všechny své funkce.
Od 1. září 1997 byl Alfred Koch předsedou představenstva investiční společnosti Montes Auri, která investuje soukromý ruský a zahraniční kapitál do ruských společností. V červnu 2000 přešel do vedení společnosti Gazprom-Media, dceřiné společnosti Gazpromu, a vedl převzetí televizní stanice NTV společností Gazprom-Media. Přeměna této stanice v propagandistický orgán státu byla jedním z důvodů jeho odvratu od putinismu. V říjnu 2001 předal post v Gazpromu Borisi Jordanovi a vrátil se na vedoucí místo v Montes Auri.
V únoru 2002 nominoval parlament Leningradské oblasti Kocha jako poslance do Dumy. Po velkém odporu proti své osobě však musel svou kandidaturu stáhnout. Koch byl také vůdcem volební kampaně v roce 2003 za stranu Svaz pravicových sil. Po jejich volební porážce odešel z politiky.
V roce 2006 napsal Koch ruský bestseller Bedna vodky (Ящик водки), dialog s novinářem Igorem Svinarenkem o období 1982–2001. Anglický překlad byl zveřejněn na jaře 2009.
V roce 2008 financoval s Pavlem Poljanem odborné vyvracení tezí popíračů holokaustu s názvem Popření popření (Отрицание отрицания). Byla to první kniha na toto téma v Rusku. Koch byl častým komentátorem ruského časopisu pro pány Medved, kde psal o historii a cestování.
Podle časopisu Der Spiegel byl Koch „tvrdým kritikem“ zahraniční politiky prezidenta Putina v ukrajinské krizi a „ze strachu z trestního stíhání uprchl do Německa“. Koch žije v Německu od roku 2013 a získal německé občanství.